# Giovanni Lo Porto
Giovanni Lo Porto (Palermo, 23 giugno 1977 – Multan, 15 gennaio 2015) è stato un blogger e operatore umanitario italiano.

## Biografia
Nel gennaio 2012 venne rapito da miliziani mentre lavorava presso la Ong tedesca Welt Hunger Hilfe nella città pakistana di Multan, insieme a un collega tedesco, Bernd Muehlenbeck. Muehlenbeck fu poi rilasciato nell'ottobre del 2014 in Afghanistan. Tre mesi dopo Lo Porto rimase ucciso da un omicidio mirato condotto con un drone statunitense sul confine tra Afghanistan e Pakistan, mentre veniva tenuto in ostaggio, insieme all'imprenditore statunitense Warren Weinstein, per la consegna delle salme fu chiesto un riscatto. L'attacco uccise anche gli esponenti di al Qaeda Ahmed Farouq e Adam Yahiye Gadahn, entrambi cittadini statunitensi. Per la sua morte il presidente Obama espresse pubbliche scuse.
Per quanto la magistratura abbia aperto un fascicolo per indagare sulle reali cause del decesso, nel 2017 il PM ha disposto l'archiviazione delle indagini per assenza di collaborazione da parte delle autorità americane. La vicenda si collega alle difficoltà di indagine già riscontrate per il caso Nicola Calipari. Il governo americano ha semplicemente disposto un risarcimento alla famiglia di un milione di dollari ma non la promessa collaborazione alle indagini.
Rimane controverso il riconoscimento della salma una volta arrivata in Italia sulla quale è stato eseguito l'esame del dna solo dal Governo ed ai parenti non è stato permesso il riconoscimento diretto, tutti i resti compresi gli abiti sono stati cremati.
Nel giugno 2022 esce Storia di nessuno (Nobody's tale), un film di Costantino Margiotta sulla vicenda. Il film è stato in concorso alla diciottesima edizione del Biografilm Festival di Bologna.